# المتحدث السلبي (اللغة)
المتحدث السلبي (يشار إليه أيضًا باسم ثنائي اللغة المتقبل أو ثنائي اللغة السلبي) هم مجموعة من المتحدثين الذين تعرضوا للغة بما يكفي في فترة الطفولة ليكون لديهم مفهوم لها كلغتهم الأم، ولكن لديهم نشاط قليل أو لا يتقنونها على الإطلاق. غالبًا ما تحدث الفصاحة السلبية عن طريق النشأة على لغة واحدة (والتي تصبح اللغة السلبية للشخص) والدراسة في لغة أخرى (والتي تصبح اللغة الأم للشخص).
هؤلاء المتحدثين شائعون خصوصاً في مجتمعات تحول اللغة حيث لا يحتاج المتحدثون بلغة قليلة الأستخدام الكفاءة النشطة. على سبيل المثال، حوالي 10٪؜ من قوم الأينو الذين يتحدثون اللغة يعتبرون متحدثين سلبيين. غالبًا ما يتم استهداف المتحدثين السلبيين في محاولات لإحياء اللغة لزيادة عدد متحدثين اللغة بسرعة، حيث من المرجح أن يكتسبوا مهارات التحدث النشطة والقريبة من اللغة الأم بسرعة أكبر من أولئك الذين ليس لديهم معرفة باللغة. وهي موجودة أيضًا في المناطق التي يترعرع فيها الأشخاص وهم يسمعون لغة أخرى خارج أسرهم دون تعليم رسمي.
المواقف اللغوية
المصطلح الأكثر شيوعًا لهذه الظاهرة هو "ثنائية اللغة السلبية". يجادل فرانسوا جروجان بأنه كان هناك تحيز أحادي اللغة يتعلق بمن يعتبر "ثنائي اللغة"، حيث يتم الحكم على الأشخاص الذين ليس لديهم جدارة متساوية في جميع لغاتهم المتحدثة على أنهم لا يتحدثون بشكل صحيح. في الحقيقة، "ثنائيو اللغة المتوازنون" نادرون جدًا. إن طلاقة الشخص كثنائي اللغة هي أمر خاص بالمجال المحدد: فهو يعتمد على الغرض الذي تستخدم من أجله كل لغة. وهذا يعني أن المتحدثين قد لا يعترفون بطلاقتهم في لغتهم السلبية على الرغم من وجود عوامل اجتماعية (خارج اللغة) تؤكد كفاءاتهم المختلفة.